# Бурна-Провенс, Маргерита
Маргерита Бурна-Провенс (точнее Бюрна-Провенс, фр. Marguerite Burnat-Provins, 1872, Аррас — 1952, Грас) — французская писательница и художница.

## Биография
Маргерита была дочерью адвоката, была одной из 8 детей в семье. В 1891 году она приезжает в Париж, чтобы изучать там живопись. В Париже она знакомится с архитектором Адольфом Бурна. В 1896 году, после свадьбы, супруги уезжают в швейцарский городок Веве. Здесь Маргерита преподаёт рисунок, занимается литературным сочинительством и в своём художественном ателье организует выставки своих работ. В 1898—1907 годах она много рисует; в её работах чувствуется влияние швейцарского художника Эрнеста Билера. В эти годы работа Маргериты весьма плодотворна и разнообразна — это произведения графики, акварели, книжные иллюстрации, рекламные плакаты, эскизы мебели и др.
Начиная с 1903 года она публикует свои литературные опыты — с собственными иллюстрациями и стихотворениями. Произведения живописи художницы создаются в стилях символизма и модерн.
В 1906 году Маргерита знакомится с инженером Полем де Кальберматтеном. Годом позже выходит в свет её книга под названием Livre pour toi, в которой она воспевает интимнейшие части тела своего «друга» и различнейшим образом выражает свою страсть. В силу разразившегося скандала и книга, и сама автор получают известность. Маргерита разводится с мужем и выходит замуж за Поля, после чего супруги покидают Швейцарию. Так как её новый муж получил заказы на работы в Египте, Маргерита с ним некоторое время живёт в Северной Африке, после чего они приезжают в Байонну.
Перед началом Первой мировой войны Бурна-Провенс начинают посещать галлюцинации — она слышит неведомые голоса и видит фигуры, которые зарисовывает. Вот что сообщает художница о своих видениях: «Я переношу это состояние, я чувствую, как они приходят, склоняю свои плечи и не могу ничего другого, как их рисовать…Я слышу целые орды, которые врываются в мою душу. Имена, сотни имён…я утопаю в этом потоке, и пишу, и рисую. Я назвала их причудливое общество „Ma ville“ (мой город). Но откуда приходят все эти люди?».
С 19.10.1914 и по 04.08.1951 года Маргерита создаёт целое сообщество фигур из 2.400 персон. Каждая из них имеет имя, многие — краткое описание характера, все — дату появления. Параллельно Маргерита не оставляет литературного творчества, пишет новые книги. Эти её произведения — лирического характера, полные романтических воспоминаний о временах детства и влюблённости. В 1921 году она с мужем покупают имение на юге Франции, в Грассе. В предвоенное время супруги много путешествуют за рубежами Франции. Начиная с 1930-х годов Маргарита ведёт всё более замкнутый, домашний образ жизни.
Ролан Барт в «Мифологиях» иронически сопоставляет Бюрна-Провенс, наряду с Р. Алларом и Т. Клингсором, с юной поэтессой Мину Друэ, замечая, что это « слащаво-благонравные стихи, целиком основанные на убеждении, что поэзия заключается в одних метафорах, а содержанием её может быть просто какое-нибудь буржуазно-элегическое чувство».

## Сочинения (в том числе изданные посмертно)
- Petits Tableaux valaisans, 1903 (réimpr. 1985 — Slatkine, Genève)
- Heures d’automne, 1904 (réimpr. 2004 — Éditions Plaisir de Lire, Lausanne)
- Chansons rustiques, 1905
- Le Chant du verdier, 1906
- Sous les noyers, 1907
- Le Livre pour toi, 1907 (réimpr. 2006 — L’Aire, Vevey)
- Le Cœur sauvage, 1909
- Cantique d'été, 1910
- La Fenêtre ouverte sur la vallée, 1912 (réimpr. 1986 — Éditions Plaisir de Lire)
- La Servante, 1914
- Poèmes de la boule de verre, 1917
- Nouveaux poèmes de la boule de verre, 1918
- Vous, 1919 (réimpr. 2001 -Éditions Plaisir de Lire)
- Heures d’hiver, 1920 (réimpr. 2004 — Éditions Plaisir de Lire)
- Poèmes troubles, 1920 (réimpr. 1999 — L’Escampette, Bordeaux)
- Le Livre du Pays d’Ar Mor, 1920
- Poèmes de la soif, 1921 (réimpr. 2006 — Zoé, Genève)
- Poèmes du scorpion, 1921
- Contes en vingt lignes, 1922
- Le Voile, 1929 (роман, réimpr. 2002 — Éditions Plaisir de Lire)
- Près du rouge-gorge, 1937 (réimpr. 2003 — Éditions Plaisir de Lire)
- La Cordalca, 1943
- Heures de printemps et Heures d'été, éditions Plaisir de Lire, 2004
- Hôtel, (роман) Éditions Plaisir de Lire, 2010